# Tohi à collier
Pipilo ocai
Espèce
Répartition géographique
Statut de conservation UICN

 LC  : Préoccupation mineure
Le Tohi à collier (Pipilo ocai) est une espèce de passereaux de la famille des Passerellidae, endémique du Mexique.

## Répartition et sous-espèces
Selon la classification de référence du Congrès ornithologique international (15.1, 2025) elle se répartit en cinq sous-espèces (ordre phylogénique) :
- P. o. alticola (Salvin & Godman, 1889) — cordillère néovolcanique (ouest) ;
- P. o. nigrescens (Salvin & Godman, 1889) — cordillère néovolcanique (est) ;
- P. o. guerrerensis van Rossem, 1938 — sierra Madre del Sur (ouest) ;
- P. o. brunnescens van Rossem, 1938 — sierra Madre del Sur (est) ;
- P. o. ocai (Lawrence, 1865) — sierra Madre de Oaxaca.